# Daniele Crosta
Daniele Crosta, född den 5 maj 1970 i Busto Arsizio, Italien, är en italiensk fäktare som tog OS-brons i herrarnas lagtävling i florett i samband med de olympiska fäktningstävlingarna 2000 i Sydney.